# Ralph Neville (3e comte de Westmorland)
Ralph Neville, 3e comte de Westmorland (vers 1456 - 6 février 1499) est un pair anglais. Il est le grand-père de Ralph Neville (4e comte de Westmorland).

## Origines
Il est né vers 1456, fils unique de John Neville (1er baron Neville) (frère cadet de Ralph Neville (2e comte de Westmorland)) et de sa femme Anne Holland, fille de Jean Holland (2e duc d'Exeter) (1395-1447).

## Carrière
Le père de Neville est tué en combattant pour les Lancastriens à la bataille de Towton le 29 mars 1461 et déclaré hors la loi le 4 novembre de la même année. Le 6 octobre 1472, Ralph Neville obtient l'annulation de cete déclaration hors la loi de son père et récupère la plus grande partie de ses biens, et devient ainsi Lord Neville (création en 1459).
Le 18 avril 1475, Neville est créé Chevalier du Bain avec les fils du roi Édouard IV. Il est juge de paix à Durham. Pour ses "bons services contre les rebelles", le 23 mars 1484 le roi Richard III accorde des manoirs Neville dans Somerset et Berkshire et la réversion de terres qui ont autrefois appartenu à Marguerite Beaufort (1443-1509). En septembre 1484, il est commissaire pour maintenir la trêve avec l'Écosse. Le 3 novembre 1484, son oncle, Ralph Neville (2e comte de Westmorland), meurt, et il devient 3e comte de Westmorland et Lord Neville (création en 1295).
Après la défaite des Yorkistes à Bosworth, Westmorland contracte des obligations envers le nouveau roi, Henri VII, de 400 £ et 400 marks, et le 5 décembre 1485, il donne la garde (et l'approbation du mariage de son fils aîné et héritier), Ralph Neville (décédé en 1498), au roi.
Westmorland a un commandement dans l'armée envoyée en Écosse en 1497 après que Jacques IV ait soutenu les prétentions à la couronne de Perkin Warbeck.
Le fils aîné de Westmorland est mort en 1498. Westmorland meurt au château de Hornby, dans le Yorkshire, le siège de son gendre, Sir William Conyers, le 6 février 1499, prétendument de chagrin pour la mort de son fils, et est enterré dans l'église paroissiale là-bas. Son petit-fils, Ralph Neville, lui succède en tant que 4e comte de Westmorland.

## Mariage et descendance
Avant le 20 février 1473, Neville épouse Isabel Booth, la fille de Sir Roger Booth, écuyer (1396-1497) et de Catherine Hatton, et la nièce de Lawrence Booth, archevêque d'York, avec qui il a un fils et une fille :
- Ralph Neville, Lord Neville (mort en 1498). Le 5 décembre 1485, son père a accordé sa garde (et l'approbation du mariage de son fils aîné) au roi. En conséquence, Lord Neville épouse, en présence du roi Henri VII et de sa reine Élisabeth d'York, Mary Paston (née le 19 janvier 1470), la fille aînée de Sir William Paston (né en 1436 - décédé avant le 7 septembre 1496)[8] par Lady Anne Beaufort, fille d'Edmond Beaufort (1er duc de Somerset). Elle meurt de la rougeole à la cour, vers Noël 1489[9]. Il n'y a pas de descendance de mariage. Lord Neville épouse ensuite, toujours en présence royale, Edith Sandys (décédée le 22 août 1529), sœur de William Sandys (1er baron Sandys), dont il a deux fils, Ralph Neville (4e comte de Westmorland), et un fils décédé jeune. Après la mort de Lord Neville en 1498, sa veuve Edith épouse Thomas Darcy (1er baron Darcy) (en) de Darcy, qui est décapité à Tower Hill le 30 juin 1537[10].
- Lady Anne Neville, qui épouse William Conyers (1er baron Conyers) (en), et se remarie à Anthony Saltmarsh (1473-1550) de Langton par Wragby, Lincolnshire[11].